# 乌罗什 (莫加多鲁)
乌罗什是葡萄牙布拉干萨区的一个堂区。总面积32.47平方公里，总人口425人，人口密度13.1人/平方公里。